# Andreas Hock
Andreas Hock (* 29. Oktober 1974 in Nürnberg) ist ein deutscher Journalist, Autor und Podcaster. Von 2007 bis 2012 war er Chefredakteur der Nürnberger Abendzeitung und veröffentlichte seitdem mehrere Bestseller.

## Leben
Hock studierte nach dem Abitur Rechtswissenschaft an der Friedrich-Alexander-Universität in Erlangen und  begann neben dem Studium für die Nürnberger Zeitung zu schreiben. 1999 brach er das Studium ab, um ein Volontariat bei der Abendzeitung in München und Nürnberg zu absolvieren. 2001 wurde er als Redakteur bei der Nürnberger AZ angestellt und dort bereits 2002 zum stellvertretenden Lokalchef ernannt. Im gleichen Jahr wechselte er als Referent für Öffentlichkeitsarbeit zur Nürnberger CSU und ging 2004 zur Presseabteilung der CSU-Landesleitung nach München.
2007 kehrte er zur Nürnberger AZ zurück und wurde dort einer der jüngsten Chefredakteure Deutschlands. Wegen „unterschiedlicher Auffassungen von Chefredakteur und Verlagsleitung über die künftige Ausrichtung“ und nach einer zuletzt gesunkenen Auflage verließ er Ende 2011 die Nürnberger AZ.
Hock ist seit 2012 als Autor tätig und seine erste Veröffentlichung war eine Biographie von Robert und Carmen Geiss, die im Frühjahr 2013 erschien und Platz 2 der Spiegel-Taschenbuch-Bestsellerliste erreichte. Es folgten einige weitere Bücher, unter anderem das Begleitbuch zur TV-Serie The Big Bang Theory. Im Herbst 2014 schrieb er die Polemik Bin ich denn der Einzigste hier, wo Deutsch kann?, die sich kritisch mit der Entwicklung der deutschen Sprache auseinandersetzt. Das Buch platzierte sich über ein halbes Jahr in der Paperback-Bestsellerliste des Spiegel.
2020 verfasste Andreas Hock zusammen mit der Kabarettistin Monika Gruber das Buch Und erlöse uns von den Blöden – vom Menschenverstand in hysterischen Zeiten, das bereits wenige Tage nach Erscheinen Platz 1 der Spiegel-Bestsellerliste in der Kategorie „Hardcover Sachbuch“ erreichte. Der Nachfolgetitel Willkommen im falschen Film erreichte Platz 2 der Liste. Das Buch enthielt eine umstrittene Textstelle über eine Bloggerin und löste daraufhin Diskussionen aus.
Gemeinsam mit Marcel Gasde betreibt er seit 2021 den Podcast Die Stadtgrenzler. Seit Anfang 2023 sind beide als Zwei hinreißend verdorbene Franken zu hören.
Hock ist außerdem Pressesprecher der Comödie Fürth und von Lebkuchen-Schmidt.
Mit seiner Familie lebt er in Nürnberg.

## Kontroverse
Als 2011 ein Sohn des bayerischen Innenministers Joachim Herrmann  als Rapper u. a. Drogenmissbrauch  positiv thematisierte und ein AZ-Redakteur einen  Artikel darüber veröffentlichen wollte, unterband der Verlagsgeschäftsführer dies unter Berufung auf die enge Freundschaft der Familie Herrmann mit der des neuen AZ-Eigners Gunther Oschmann, obwohl Hock erbittert Widerstand leistete. Der Vorfall belastete bis zur Einstellung der Nürnberger AZ im Folgejahr das Verhältnis zwischen Redaktion und Verlagsleitung.

## Veröffentlichungen
Bücher
- Von nix kommt nix – voll auf Erfolgskurs mit den Geissens. (mit Carmen und Robert Geiss) Heyne, München 2013, ISBN 978-3-453-68010-4.
- Das Buch der legendären Panini-Bilder. Riva, 2013, ISBN 978-3-86883-336-2.
- Like mich am Arsch – wie unsere Gesellschaft durch Smartphones, Computerspiele und soziale Netzwerke vereinsamt und verblödet. Riva, 2013, ISBN 978-3-86883-330-0.
- Die Big Bang Universität: Das Buch zur TV-Serie „The Big Bang Theory“. Riva, 2014.
- Bin ich denn der Einzigste hier, wo Deutsch kann? – Über den Niedergang unserer Sprache. Riva, 2014, ISBN 978-3-86883-443-7.
- Hatschi! – Aus dem verschnupften Leben eines tapferen Allergikers. Plassen, 2015, ISBN 978-3-86470-242-6.
- Ich verbitte mir diesen Ton, Sie Arschloch! – Über den Niedergang unserer Umgangsformen. Riva, 2015, ISBN 978-3-86883-706-3.
- Ein Bier. Ein Buch. Fischer, 2016, ISBN 978-3-596-03343-0.
- Günther hat sein Käsebrot fotografiert. 342 Freunden gefällt das: Über den sozialen Niedergang durch Smartphones und die Digitalkultur. Riva, 2016, ISBN 978-3-7423-0048-5.
- Frau Neumann haut auf den Putz – Warum wir ein Leben lang arbeiten und trotzdem verarmen. (mit Susanne Neumann), Bastei Lübbe, 2017, ISBN 978-3-7857-2584-9 (Mitautor).
- Wenn du mich frägst, macht das in keinster Weise Sinn – Neues von der deutschen Sprache ihrem Niedergang. Riva, 2017, ISBN 978-3-7423-0251-9.
- Generation Kohl: Als die Rente noch sicher, der Weltspartag noch wichtig und unsere größte Sorge das Waldsterben war. Riva, 2018, ISBN 978-3-7423-0453-7.
- Ein Spiel dauert 90 Millionen: Wie der Kommerz unserem Fußball die Seele raubt. Riva, 2018, ISBN 978-3-7423-0011-9.
- Das Buch der legendären Panini-Bilder. Riva, 2018, ISBN 978-3-7423-0549-7.
- Mein Leben nach dem Tod: Wie alles begann. (mit Mark Benecke), Lübbe, 2019, ISBN 978-3-431-04133-0.
- I Think I Spider: Vom Sinn und Unsinn des Englischen im Deutschen. Duden, 2019, ISBN 978-3-411-74889-1.
- … und eine Prise Wahnsinn: Mein Leben und meine Lehren aus Spitzengastronomie und Fernsehen. (mit Alexander Herrmann), Plassen, 2020, ISBN 978-3-86470-702-5.
- Und erlöse uns von den Blöden: Vom Menschenverstand in hysterischen Zeiten. (mit Monika Gruber), Piper, 2020, ISBN 978-3-492-07500-8.
- Respekt ist alles: Was auf und neben dem Platz zählt (mit Deniz Aytekin). Riva, 2021, ISBN 978-3-7423-1910-4.
- Ehrlich wie ’ne Currywurst – mein Weg von der Pommesbude ins Sternerestaurant. (mit Frank Rosin), Ecowin, 2022, ISBN 978-3-7110-0304-1.
- Ein Duo kommt selten allein: Komödiantische Erinnerungen – 40 Jahre Heißmann & Rassau: Das Buch zum Jubiläum: Humorvolle Anekdoten und persönliche Einblicke hinter die Kulissen (mit Volker Heißmann und Martin Rassau), ars vivendi, 2023, ISBN 978-3-7472-0528-0.
- Willkommen im falschen Film: Neues vom Menschenverstand in hysterischen Zeiten (mit Monika Gruber), Piper, 2023, ISBN 978-3-492-07501-5.

Hörbücher
- Bin ich denn der Einzigste hier, wo Deutsch kann? – Über den Niedergang unserer Sprache. Riva, 2015, ISBN 978-3-86883-690-5.
- Und erlöse uns von den Blöden – Vom Menschenverstand in hysterischen Zeiten. Osterwold Audio, 2020, ISBN 978-3-86952-487-0.